# Patsy O’Connell Sherman
Patsy O’Connell Sherman (ur. 15 września 1930 w Minneapolis, zm. 11 lutego 2008 w Minneapolis) – amerykańska chemiczka i współtwórczyni Scotchgard, marki produktów koncernu 3M, plamoodpornego i trwale hydrofobowego preparatu.

## Życie i kariera
Test predyspozycji zawodowych przeprowadzony w szkole średniej z 1947 r. wykazał Sherman, że najlepiej nadawałaby się do roli gospodyni domowej. Sherman zażądała wykonania chłopięcej wersji tegoż testu. Jego wyniki odzwierciedlały zainteresowanie Sherman naukami ścisłymi i stomatologią lub naukami przyrodniczymi jako potencjalną ścieżkę kariery.

Dziewczyny powinny podążać za swoimi marzeniami, mogą robić wszystko, co mogą zrobić inni [...] Mają dziś o wiele więcej wzorców do naśladowania – z których żaden nie musi być ich matką.

Sherman została absolwentką Gustavus Adolphus College (St Peter w Minnesocie) w 1952 roku (studiowała chemię i matematykę), była pierwszą kobietą, która ukończyła te studia ze stopniem bakałarza. Została także Distinguished Alumna.
Wraz z Samuelem Smithem wynalazła w 1952 Scotchgard. Była wtedy pracowniczką koncernu 3M. Sherman pozostała w 3M przez kilka lat, ulepszając Scotchgard i rozwijając inne zastosowania produktu. Scotchgard stał się prawdopodobnie najbardziej znanym i powszechnie stosowanym w Ameryce Północnej produktem zapobiegającym powstawaniu plam i zabrudzeń, przynosząc firmie rocznie ponad 300 milionów dolarów.
Przyczynkiem do wynalazku produktu był przypadkowy wyciek fluorochemicznej gumy (lateksu) na buty tenisowe asystenta podczas pracy nad nowym rodzajem gumy przeznaczonej do produkcji węży do silników odrzutowych. Substancja nie zmieniła wyglądu obuwia. Po nieudanych próbach usunięcia wycieku Sherman zrezygnowała z usunięcia go (nie był zwilżany wodę i olej) i zdecydowała wykorzystać ten fakt do wytworzenia nowego produktu. Po wprowadzeniu w 1956 r. odplamiacza do tkanin wełnianych, opracowali oni później produkty przeznaczone do odzieży, bielizny, tapicerki i dywanów.
Sherman i Smith otrzymali patent US 3574791 w dniu 13 kwietnia 1971 r. za „wynalezienie kopolimerów blokowych i szczepionych zawierających rozpuszczalne w wodzie grupy polarne i grupy fluoroalifatyczne”. Sherman ma 13 patentów ze Smithem w zakresie polimerów fluorochemicznych i procesów polimeryzacji.
Sherman uważała odkrycie Scotchgard za jedną z jej najważniejszych prac, ponieważ wielu ekspertów pisało, że taki produkt był „termodynamicznie niemożliwy”.
Ze względu na sukces produktu Sherman została przedstawiona w publicznym radiu Minnesota, gdzie przemawiała do gospodyń domowych w audycji.
Podczas opracowywania produktu Scotchgard w latach pięćdziesiątych XX wieku Sherman musiała czekać na wyniki poza zakładem włókienniczym podczas testów, ponieważ w tamtym okresie kobiety nie były dopuszczane do pracy w fabryce. W tamtym czasie w historii amerykańskiej było bardzo niewiele kobiet chemiczek; Sherman była rzadkością w środowisku korporacyjnym. Przez ponad 50 lat była członkinią Amerykańskiego Towarzystwa Chemicznego.
W październiku 2002 roku wraz z wybitnymi prelegentami, takimi jak Steve Wozniak, Sherman zabrała głos na obchodach 200-lecia Urzędu Patentów i Znaków Towarowych Stanów Zjednoczonych. Była jedną z 37 wynalazców, którzy wypowiadali się na temat procesu wynalazczego. Powiedziała, że:

możesz zachęcać i uczyć młodych ludzi obserwacji, zadawania pytań, gdy zdarzają się nieoczekiwane rzeczy. Możesz nauczyć się nie ignorować nieprzewidzianego. Wystarczy pomyśleć o wszystkich wielkich wynalazkach, które powstały przez przypadek, takich jak odkrycie penicyliny przez Alexandra Fleminga, i zauważenie czegoś, o czym nikt wcześniej nie pomyślał.

Ma dwie córki, jedna została biolożką i właścicielką firmy optycznej, druga pracuje w 3M.